# Jacques-Casimir De la Gardie
 (décembre 2022).
Si vous disposez d'ouvrages ou d'articles de référence ou si vous connaissez des sites web de qualité traitant du thème abordé ici, merci de compléter l'article en donnant les références utiles à sa vérifiabilité et en les liant à la section « Notes et références ».
Jacques-Casimir De la Gardie, en suédois Jakob Kasimir De la Gardie (1629-1658), est un militaire et un homme politique suédois du XVIIe siècle, comte et sénateur de l'Empire suédois.

## Biographie
Noble suédois appartenant à la famille De la Gardie, d'origine française, Jacques-Casimir naît à Stockholm le 3 février 1629. Il est le fils de Jacob De la Gardie (1583-1652) et d'Ebba Brahe (1596-1674).
Après des études à l'université d'Uppsala, Jacques-Casimir accompagne son frère Magnus Gabriel De la Gardie lors d'une mission diplomatique en France en 1646 et entre au service du prince de Condé.
Il est comte de Lacko et Arenberg, baron de Ekholmen, seigneur de Kolka et de Kida.
En 1653, il épouse l'une des amies les plus proches de la reine, Ebba Sparre (1629-1662), surnommée « la belle comtesse ». En juin de la même année , il est nommé général de l'infanterie et devient dans le même temps chambellan de la reine Christine.
Il participe à la guerre suédo-polonaise en 1655-1657 avant d'être promu en 1656 au grade de lieutenant général de l'infanterie. Après l'abdication de la reine Christine, il entre au service du roi Charles X et poursuit sa carrière militaire en prenant part notamment à la Première guerre du Nord où il se distingue notamment pendant la prise de Frederiksodde en 1657.
Jacques-Casimir De la Gardie est par la suite nommé gouverneur de Seeland et de Fionie. Il participe à la guerre dano-suédoise et meurt lors du siège de Copenhague (en) en octobre 1658.
Il est inhumé dans l'église de Riddarholmen.